# Cerro Prieto de los Blancos
Cerro Prieto de los Blancos är en ort i Mexiko.   Den ligger i kommunen Atoyac de Álvarez och delstaten Guerrero, i den södra delen av landet, 280 km söder om huvudstaden Mexico City. Cerro Prieto de los Blancos ligger 865 meter över havet och antalet invånare är 348.
Terrängen runt Cerro Prieto de los Blancos är huvudsakligen kuperad. Cerro Prieto de los Blancos ligger uppe på en höjd. Runt Cerro Prieto de los Blancos är det ganska glesbefolkat, med 30 invånare per kvadratkilometer. Närmaste större samhälle är Atoyac de Álvarez, 18,9 km väster om Cerro Prieto de los Blancos. I omgivningarna runt Cerro Prieto de los Blancos växer huvudsakligen savannskog.